# Ärkeängeln Gabriels kyrka, Belgorod
Ärkeängeln Gabriels kyrka (ryska: Храм Архангела Гавриила; translitteration: Hram Arhangela Gavrila) är en rysk-ortodox kyrkobyggnad belägen i staden Belgorod, i Belgorod oblast, i den västra delen av europeiska Ryssland.
Kyrkan är helgad åt ärkeängeln Gabriel och tillhör Belgorods stift.

## Historik
Ärkeängeln Gabriels kyrka i Belgorod byggdes enligt ritningar av arkitekt N.A. Molchanovav på initiativ av guvernören i Belgorod oblast E.S. Savtjenko.
Kyrkan invigdes den 2 november 2001.